# Nesyt
Nesyt (zvaný také Sedlecký nebo Kamenohrázský rybník; německy Steindamm Teich) je největší rybník v Jihomoravském kraji a na Moravě vůbec a osmý největší v Česku. Nachází se na území obcí Sedlec a Hlohovec, mezi Valticemi a Mikulovem. Nesyt je spolu s rybníky Hlohoveckým, Prostředním, Mlýnským a Zámeckým součástí národní přírodní rezervace Lednické rybníky. Vodní plocha má rozlohu 288–306 ha (dle jiného zdroje 296 ha). Hladina leží standardně v nadmořské výšce 175 metrů. Maximální hloubka rybníka dosahuje 5,5 m, celkový objem činí 4,7 milionu m³.

## Pobřeží
Pobřeží je členité. Rybník je od východu na západ dlouhý 3,3 km. Na západě dosahuje až ke břehu zástavba obce Sedlec. Podél severního břehu vede modrá turistická značka. Podél jihozápadního břehu vede silnice I/40 a železniční trať Břeclav–Znojmo. Na východě se nachází 130 m dlouhá hráz, která dosahuje výšky 8,4 m.

## Vodní režim
Hlavním přítokem je od západu Včelínek z Nového rybníka. Z jihu se do rybníku vléva šest přítoků (mezi nimi Valtický potok), z východu jeden a ze severu dva. Voda odtéká na východ potokem Včelínek přes rybníky v Lednicko-valtickém areálu do Dyje.

## Využití
Využívá se především k chovu ryb. Je součástí národní přírodní rezervace Lednické rybníky a na západním břehu se nachází národní přírodní rezervace Slanisko u Nesytu. Rybník je také významnou ornitologickou lokalitou. Např. v roce 1995 bylo během odchytu v rákosinách v termínu od poloviny července do poloviny září odchyceno 2285 ptáků 31 druhů.
V důsledku dlouhodobých veder došlo během noci z 9. na 10. srpna 2018 v rybníku Nesyt k masívnímu úhynu ryb. Rybářství Hodonín zde původně vysadilo na 150 000 ryb, převážně kaprů, Kvůli vysokým teplotám vzduchu a vody, poklesu hladiny, nedostatku kyslíku a změně atmosférického tlaku uhynuly prakticky všechny, což představovalo zhruba 100 tun ryb.

## Historie
Byl postaven v 15. století, pravděpodobně v letech 1414–1418. Rybník Nesyt byl vyznačen již na Komenského mapě Moravy z roku 1627, je ale nepochybně staršího data. První zmínky o rybnících na panství Lichtensteinů jsou již v listině krále Jana Lucemburského z roku 1332. Urbáře panství uvádějí rybníky bez určení jména také roku 1414. Konkrétní zmínka o Nesytu (Sedleckém rybníku) je v kupní smlouvě Zikmundovi Winkenštejna z roku 1418, ve kterém se píše o prodeji pozemků v sousedství rybníka. V roce 1933 byla rekonstruována původní zemní hráz.

## Turistika
Kolem rybníka vede modrá turistická značka z Mikulova do Pohořelic a také cyklotrasa č. 41 z Lednice do Mikulova.